# Sandoy
Sandoy (en danès Sandø) és la cinquena illa més gran de les divuit que conformen l'arxipèlag de les Fèroe. El seu nom significa illa de la sorra, fent referència a les platges que hi ha per tota la costa. Sandoy és l'illa menys muntanyosa de tot l'arxipèlag i l'única on hi ha la presència de dunes a les platges. Des del 2011, el nucli de població més gran de l'illa és la localitat de Sandur, amb 599 habitants. Altres nuclis de població són Skarvanes, Skopun, Skálavík, Húsavík i Dalur.
Té una població de 1231 habitants (gener de 2020).

## Natura
Els seus penya-segats i pendents inclinats han estat declarats com a Àrea important per a la conservació de les aus (Important Bird Area - IBA) per la BirdLife International, per la seva importància com a lloc de cria per a les aus marines. S'hi poden trobar especialment fulmars boreals (50.000 parelles), baldrigues (5000 parelles), ocells de tempesta europeus (50.000 parelles), corbs marins (150 parelles), paràsits boreals (15 parelles), frarets (70.000 parelles) i somorgollaires (400 parelles). Hi ha encara un IBA addicional a l'illa que comprèn les zones baixes del poble de Sandur, amb els seus pantans, i els llacs Gróthúsvatn, Lítlavatn, Sandsvatn i Stóravatn, ja que són l'hàbitat de 100-150 parelles de polits cantaires.

## Infraestructures
Durant molts anys hi va haver discussions sobre la necessitat de construir un túnel submarí que connectés l'illa de Sandoy amb la de Streymoy. El febrer de 2014, hi va haver consens polític entre tots els partits del parlament per construir el Eysturoyartunnilin primer i immediatament després el Sandoyartunnilin, que acabarà connectant l'illa de Sandoy amb les illes centrals de Fèroe. Les boques del túnel seran a Gamlarætt (Streymoy), a l'oest de Tórshavn, i a Traðardalur, al centre de l'illa de Sandoy, entre les poblacions de Skopun i Sandur. El túnel tindrà una longitud de 10.7 km. Es preveu que el preu total sigui de 860 milions de DKK. Els treballas preparatoris van començar el 2016 i les obres de construcció el 2018. La finalització de les obres estan previstes per al 2023, quan se'n té prevista la inauguració. Quan el Sandoyartunnilin estigui enllestit es tancarà la línia del transbordador Teistin, que connecta Gamlarætt i Skopun.